# 5138 Gyoda
5138 Gyoda este un asteroid din centura principală de asteroizi.

## Descriere
5138 Gyoda este un asteroid din centura principală de asteroizi. A fost descoperit pe 13 noiembrie 1990 la Okutama de Tsutomu Hioki și Shuji Hayakawa. Asteroidul prezintă o orbită caracterizată de o semiaxă mare de 3,10 ua, o excentricitate de 0,17 și o înclinație de 0,8° în raport cu ecliptica.